# Gholam Ali
Gholam Ali (ur. 3 września 1974) – emiracki piłkarz występujący podczas kariery na pozycji pomocnika.

## Kariera klubowa
Podczas piłkarskiej kariery Gholam występował w Al-Wasl Dubaj.

## Kariera reprezentacyjna
Gholam występował w reprezentacji ZEA. 
W 1997 roku uczestniczył w eliminacjach do Mistrzostw Świata 1998 oraz w Pucharze Konfederacji. Na tej ostatniej imprezie wystąpił we wszystkich trzech meczach ZEA z Urugwajem, RPA i Czechami.